# Mafouné
Mafouné est une commune du Mali, dans le cercle de Tominian et la région de Ségou.                  
Village classement de village:
Lohan chef de village Bang Dioni